# Topsfield

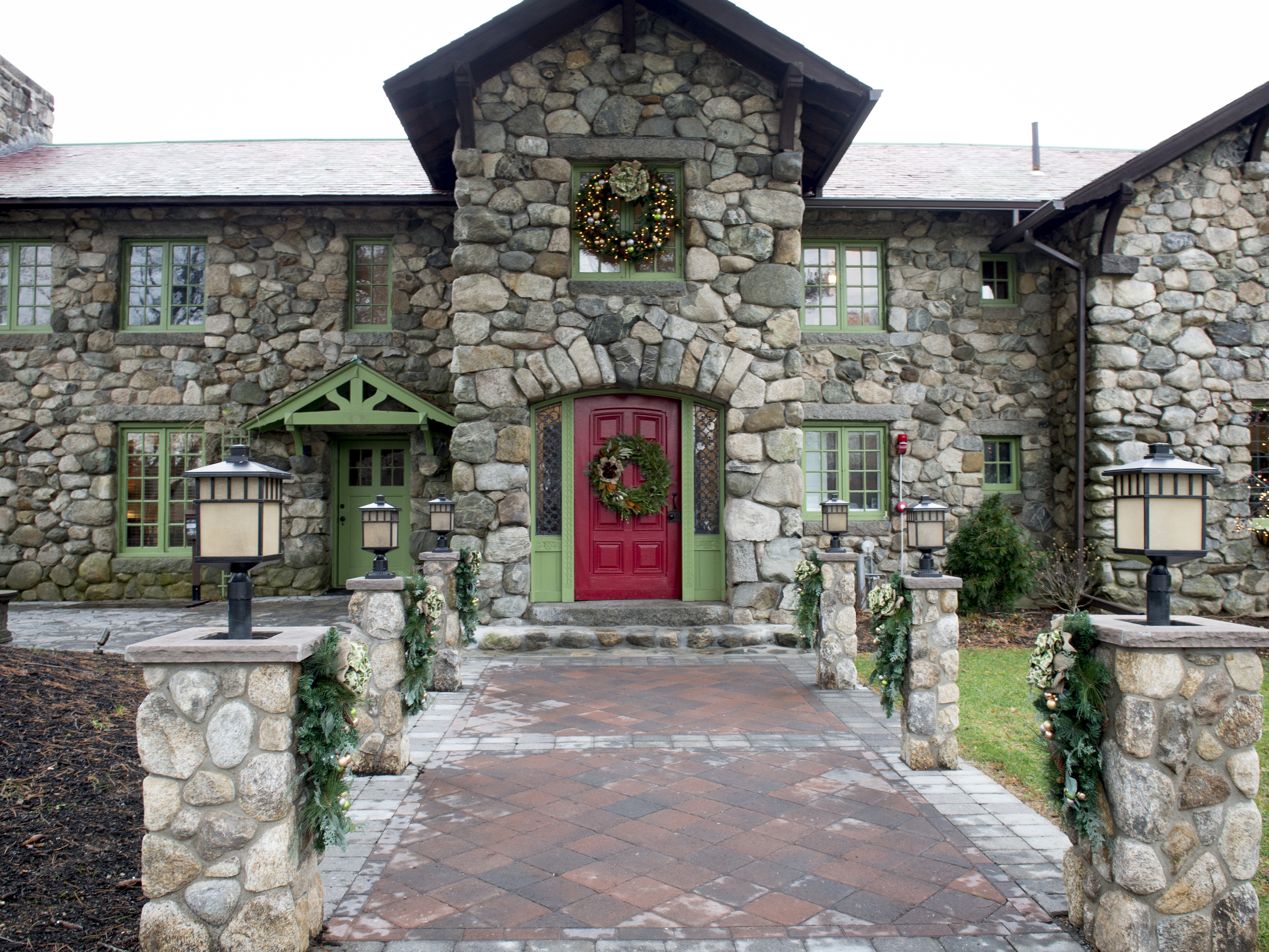

Topsfield är en kommun (town) i Essex County i delstaten  Massachusetts, USA med cirka 6 141 invånare (2000). Den har enligt United States Census Bureau en area på 33,3 km².